# Oberau
Oberau es un barrio de Friburgo de Brisgovia en Baden-Wurtemberg, Alemania. El barrio está ubicado al sur de los montes Schlossberg y Hirzberg y es atravesado en toda su extensión de este a oeste por el río Dreisam.

## Enlaces
- Wikimedia Commons alberga una categoría multimedia sobre Oberau.